# Zvonice v Nepřívěci
Zvonice v Nepřívěci, části obce Libošovice v okrese Jičín v Královéhradeckém kraji, je jednou ze dvou polygonálních staveb tohoto druhu na území České republiky. Osmiboká barokní zvonice je jako součást areálu kostela Nalezení svatého Kříže v Nepřívěci zapsaná v Ústředním seznamu nemovitých kulturních památek České republiky. Vesnice Nepřívěc se zároveň nachází na území Chráněné krajinné oblasti Český ráj v její jižní části.

## Popis
Areál původně gotického vesnického kostela s barokní zvonicí je výraznou dominantou obce.
Ves Nepřívěc, v dřívějších dobách uváděná také jako Nepřívěce, Nepříveč, Nepřibice nebo Nepřívětice, vznikla pravděpodobně ve 13. století – první písemná zmínka o Nepřívěci je z roku 1255. Kostel Nalezení sv. Kříže, původně gotický, později barokně upravený, pochází ze 14. století. Areál se rozkládá na nevysokém návrší při horním okraji návsi. Kostel je obklopen hřbitovem a ohrazen kamennou zdí na obdélném osmibokém půdorysu, polygonálně je uzavřený i původní gotický presbytář kostela.
Zvenčí při východní straně ohradní zdi stojí polygonální kamenná zvonice. Zvonice byla součástí areálu kostela přinejmenším již na počátku 17. století, což dokládá velký zvon, který byl ulitý v Praze v roce 1605. Původně se s největší pravděpodobností jednalo o dřevěnou stavbu, kamenná zvonice pochází až z druhé poloviny 18. století. Na trámu zvonové stolice ve věži je dokonce vyryto přesné datum dokončení stavby – 26. července 1786. Zároveň je zde uvedeno i jméno tesaře Jana Hájka. Střecha zvonice je mansardová. Okna, která byla původně značně větší, byla zřejmě ze statických důvodů během pozdějších oprav v roce 1855 nebo 1864 podstatně zmenšena. Jediná další podobná zděná polygonální zvonice se v Čechách nachází v obci Kbel na Kolínsku. Nepřívěcká zvonice je stejně jako kostel Nalezení sv. Kříže ve vlastnictví římskokatolické farnosti – děkanství Sobotka.

### Okolí zvonice
Na prostranství před nepřívěckou zvonicí se nacházejí novodobé dřevěné sochy. Na druhé, západní straně kostelního areálu u vstupu na hřbitov stojí kříž a pomník obětem světové války. Dále směrem na západ od kostela je na návsi skupina čtrnácti památných stromů z poloviny 19. století. Tuto skupinu tvoří osm lip srdčitých (Tilia cordata) a šest jírovců maďalů (Aesculus hippocastanum), vysokých 15 až 25 metrů.